# Сурова, Екатерина Эдуардовна
Сурова Екатерина Эдуардовна (род. 25 февраля 1969, Ленинград, СССР) — российский философ и культуролог, доктор философских наук, до 30 июня 2017 — профессор кафедры культурологии философского факультета Санкт-Петербургского государственного университета, с сентября 2017 — профессор кафедры № 1 Военной Академии Связи им. М. С. Будённого, директор Центра изучения культуры факультета философии СПбГУ.

## Биография
Родилась 25 февраля 1969 года в Ленинграде.
В 1999 году окончила философский факультет СПбГУ.
С 2000 года возглавляет административную коллегию «Центра изучения культуры философского факультета философии СПбГУ».
В 2001 году защитила диссертацию на соискание учёной степени кандидата философских наук по теме «Проблема персональности в европейской культуре».
С 2003 по 2004 годах работала по программе гранта Президента Российской Федерации по теме «Изменение европейской модели идентичности в ситуации глобализации». В 2004 году выпустила в «Издательстве СПбГУ» первую монографию: «Европеец отчуждённый: персоналистская личность».
В 2005 году в том же издательстве была опубликована вторая монография: «Глобальная эпоха: полифония идентичности».
В 2006 году защитила диссертацию на соискание учёной степени доктора философских наук по теме
докторская диссертация: «Трансформация европейской модели идентичности в процессе глобализации» (Специальность: «Философия культуры и философская антропология»).
В 2011 году в свет выходит третья книга Суровой Е. Э.: «Идентичность. Идентификация. Образ».
5 марта 2018 года приказом Минобрнауки России (№ 263/нк) присвоено звание профессора (Теория и история культуры).
Основной сферой деятельности является научная и преподавательская. Сурова Е. Э. является профессором Военной Академии Связи им. С. М. Будённого, но также сотрудничает и с другими вузами города (Институт Философии СПбГУ, СЗИП, ВАТТ им. А. В. Хрулева, ВЕИП и др.).
Помимо чисто научной деятельности Е. Э. Сурова является активным культрегером, сочетающим в своей деятельности междисциплинарные научные проекты с организацией крупных художественных событий, стремясь тем самым открывать новые «интеллектуальные зоны».
Общественную деятельность начинает в 1992 году, включившись в создание частного «Музея официальных идеологий России» («Крейт-корпорация»), просуществовавшего до 1995 года в помещении арт-центра Пушкинская 10 (кв. 130). Соединение искусства и науки становится с этого момента визитной карточкой её общественной деятельности. Вокруг музея формируется группа молодых интеллектуалов, объединённых идеями новой архаики, это философы, поэты, музыканты, социологи. В период с 1992 по 1995 год она принимает участие в создании и функционировании временной экспозиции музея «Идеология большевизма: опыт агрессивного пространства», в процессе подготовки которой формулируется целый ряд текстов вышеупомянутой группы, назвавшей себя «Ан-архаики». В этот момент пишется совместный с В. Ю. Трофимовым манифест «Постмодернизм и Рагнарёк», опубликованный в конце 90-х сразу в нескольких журналах.
Помимо научной работы параллельно организует целую серию крупных междисциплинарных форумов:
- В 2000 году проводит первый научный форум «Виртуальное пространство культуры»[6] на базе Центра изучения культуры Философскиго фак-та СПбГУ.
- В 2001 − организует международный научный форум «Ритуальное пространство культуры»[7][8], Философский фак-т СПбГУ, Центр изучения культуры.
- В 2002 − участвует в организации междисциплинарного научного форума «Игровое пространство культуры»[9], Философский фак-т СПбГУ, Центр изучения культуры.
- В 2003 − междисциплинарный культурный проект «Культурное пространство путешествий»[10], Философский фак-т СПбГУ, Центр изучения культуры.
- В 2004 − участвует в организации междисциплинарного научного форума «Удовольствие как феномен культуры» Философский фак-т СПбГУ, Центр изучения культуры.
- В 2005 году проводит научный междисциплинарный форум «Глобальное пространство культуры», Философский фак-т СПбГУ, Центр изучения культуры.

С 2001 г. и по настоящее время Е. Э. Сурова ведёт постоянно действующий семинар «Границы в культуре». В рамках итоговой работы семинара в 2009 г. прошла международная научная конференция «Новые традиции», результатом которой стал выход коллективной монографии. В ходе работы семинара начала формироваться научная школа, результатом деятельности которой стал ряд защит кандидатских и докторских диссертаций, для авторов которых философская концепция Суровой Е. Э. стала авторитетным основанием.
Член редакционной коллегии журнала «Культурная и гуманитарная география» (с 2012).

## Сфера научных интересов
Основные научные исследования посвящены вопросам культурной антропологии и философии культуры: проблематике идентичности в эпоху глобализации и концептуализации положения человека в новых формах социокультурных взаимодействий в современном обществе, а также современным культурным практикам.
Издано более 80 научных работ.
Помимо научной и преподавательской деятельности участвует в различных арт-проектах, касающихся актуальных социокультурных тенденций. Один из них — проект «руфологии», реализованный в 2008 году и посвящённый креативному осмыслению такого вида досуга, как «руфинг».

## Концепция
Концептуальные основания базируются на представлении о том, что одним из существенных вопросов современности являются различные аспекты идентификационных проблем. Одной из первых публикаций является перевод главы из книги современного немецкого феноменолога Б. Вальденфельса «Жало Чуждого». Именно немецкая феноменология повлияла на то, что в ранних статьях автор исходит из значимости динамики бинарных взаимодействий, прежде всего, Собственного и Чуждого, на формирование культурных практик. Кроме того, в ходе всех исследований Сурова Е. Э. рассматривает изменение форм фиксации опыта как основание фундаментальных изменений в культуре и идентификационной практике индивида, что особенно актуальным становится при появлении новых аудиовизуальных, а в дальнейшем, цифровых форм.
В первой монографии «Европеец отчуждённый: Персоналистская личность» речь идет об изменении форм идентичности в европейской культуре и в том числе становление современной идентификационной модели, которая определяется как Персоналистская личность. Сурова Е. Э. рассматривает феномен европейца через позицию субъективности, воплощенную в философии Нового времени и в социокультурной практике европейской традиции. Далее автор исследует идентификационный процесс как персонализацию, разворачивающуюся от Античности и до наших дней, в противоположность которой ситуация дописьменных и раннеписьменных сообществ имеет принципиально иной характер. Предельность персонализации, достигаемая в XIX столетии приводит к «антропологическому повороту», и постановке вопроса о самоидентификации, как полагает автор. В этой ситуации меняется «инструментарий» мыслительных практик, где активно разворачиваются интерпретативные ряды.
Вторая монография «Глобальная эпоха: полифония идентичности» продолжает начатое исследование современных идентификационных процессов, но в специфических обстоятельствах актуальной эпохи. В первую очередь речь идет о социокультурных изменениях, в которых наблюдается динамика ценностных ориентаций. Это и развитие «сериальности» как принципа стандартизации культуры, и экологизация культурного пространства, и превращение идеи человека в идею «человеческого фактора» и т. д. В плане зримых тенденций Сурова Е. Э. указывает на активность перемещения как индивидов, так и групп, на политизацию мирового пространства при очевидном кризисе идеи национального и социального государства и т. д., понимая глобализацию «как процесс формирования единого коммуникативного пространства, основанного на базе новых информационных технологий». Более обстоятельно проработана в данной монографии идея идентификационных моделей, как доминирующих способов идентификации, характерной для различных историко-культурных периодов. И гораздо более отчетливо дается определение Персоналистской модели идентичности, которая впервые может быть рассмотрена с глобальных позиций как присущая любой современной культурной традиции, поскольку основана на тотальности образа Другого, что проявляется в связи с формированием единого мирового коммуникативного и информационного пространства. Стратегия данного типа идентичности базируется на представлении «Мы-индивида», то есть предполагает идентификацию сложного порядка, имеющую личностно-коллективные основания. Персонализованный индивид обретает новые способы взаимодействия с реальностью, что позволяет говорить о выявлении пространства повседневности, обладающего особой ценностной позицией. Повседневность, в противоположность обыденности и рутинности, мыслится как «ближайшее бытие», позволяющее полноценно формировать «картину мира» и прибегать к «инструменту» типологизации. В этом плане мыслительная практика индивида обретает проективный характер и способность к виртуальному моделированию. Но за этим стоит фундаментальное изменение характера границ любого порядка, по отношению к которым оформляется трансгрессивный принцип, когда границы обретают определенную «гибкость» и преодолеваются. Вслед за этим происходит новое структурирование социокультурного пространства, для которого основным становится кластерный принцип взаимодействия.
В ряде работ Суровой Е. Э. (например, «Дружественность интерфейса») речь заходит об изменениях мировосприятия людей под воздействием новых информационных технологий. В первую очередь автор имеет в виду особую активность индивида в сетевой коммуникации, позволяющей говорить о замещении позиции «потребителя» ролью «пользователя», непосредственно взаимодействующего с медиа-реальностью. В данной ситуации выстраивается картина мира, где отношения «лицом к лицу» заменяются манипуляциями с интерфейсом, а жизнь наполняется ожиданием нового «чуда».
Третья монография «Идентичность. Идентификация. Образ» задумывалась автором, в первую очередь, для прояснения ключевых понятий и принципов концепции. В ней обстоятельно рассматриваются границы и принципы современного социокультурного существования как в идентификационной перспективе, так и с точки зрения формализации представлений реальности. В обращении к повседневному опыту индивида происходит постоянное парадоксальное удвоение позиций, когда с одной стороны, мы наблюдаем унифицирование стереотипных образов, а с другой стороны, локализацию узкогрупповых представлений. Высоко оценивается индивидуальный опыт, но происходит «глобализация биографии». Уровень систематизации знания достигает невиданных масштабов, сопровождаясь появлением «глобальных предрассудков». В рамках такой двойственности уместным становится развитие кластерных связей, формирующих групповые взаимодействия полилокального характера. Границы таких сообществ в достаточной мере гибкие, членство в них условно и определяется включенностью в реализацию «проекта», правила для участников редактируются, а определение целостности группы осуществляется через новые формы презентативности. Именно на основании презентативности, зрелищности, мобильности и проективности происходит построение «образа жизни». Сурова Е. Э. для раскрытия данного сюжета обстоятельно разбирает дефинитивные позиции идентичности, идентификации, идентификационного принципа, «общества спектакля», коммуникации, информации, рекламы, стереотипа, стигмы, образа, представления и т. д. Все это позволяет исследовательнице описать ряд новых механизмов функционирования современной культуры, базируя своё описание на идее «иконической образности», концептуальной репрезентативности и идее «проекта», связанного с представлением о будущем, «историю» которого мы тоже встречаем в данной монографии.
Коллективная монография «Новые традиции» представляет собой не только продолжение разработки концепции развития социального ритуала в современную эпоху, что и создает парадоксальный прецедент формирования «новой традиционности». В ней также представлены усилия авторов под руководством Суровой Е. Э., разворачивавшиеся на протяжении двух лет в ходе одноимённого проекта. Обращаясь к разнопорядковым событиям и явлениям современной культуры, таким, например, как «венки вдоль дорог», велопокатушки, сетикет и др. авторский коллектив воссоздает ситуацию повседневности нашего современника, где циклический элемент ритуала сакрального замещается сериальной практикой современного профанного или социального ритуала. На фундаменте «иконической образности» организуются стереотипизированные взаимодействия в современном мире, формируя новую глобальную традицию.

### Монографии
- Сурова Е. Э. Европеец «отчуждённый»: Персоналистская личность. СПб.: Изд-во С.-Петерб. ун-та, 2004. 284 с.
- Сурова Е. Э. Глобальная эпоха: полифония идентичности. СПб.: Санкт-Петербургское философское общество, 2005. 396 с.
- Сурова Е. Э. Идентичность. Идентификация. Образ. СПб.: Изд-во СПбГУ, 2011. 269 с.
- Новые традиции. Коллективная монография под ред. Е. Э. Суровой и С. А. Рассадиной. СПб.: Издательский дом «Петрополис»; Центр изучения культуры, 2009.
- «Кто мы?» Проблемы формирования национально-культурной идентичности в современной России (коллективная монография: Костина А. В., Шендриком А. И., Скородумова О. Б., Малыгина И. В., Шапинская Е. Н. и др., всего 10 чел.) — М.: Изд-во Моск. гуманит. ун-та, 2011. 312 с.

### Учебные пособия
- Сурова Е. Э., Бутонова Н. В. Культурология: Учебное пособие. — СПб.: Восточно-Европейский Институт Психоанализа, 2011.
- Сурова Е. Э., Микляев В. А., Данилов А. В. Культурология: Учебно-методическое пособие. — СПб.: ВАТТ. 2008—175 с.
- Культурная антропология  (недоступная ссылка с 16-05-2013 [4472 дня]) // Введение в культурологию: Курс лекций / Под ред. Ю. Н. Солонина, Е. Г. Соколова. — СПб., 2003. — 167 с. с. 131—152.
- Культурология. Учебник для вузов под ред. Ю. Н. Солонина, Е. Э. Суровой. Рекомендовано Учебно-методическим объединением вузов Российской Федерации по образованию в области историко-архивоведения в качестве учебника для студентов высших учебных заведений, обучающихся по социально-гуманитарным направлениям подготовки. — СПб.: Питер, 2014. — 448с.

### Статьи
- Сурова Е. Э. Креативная повседневность сетевого пространства // STUDIA CULTURAE. Выпуск 13. — СПб.: Санкт-Петербургское философское общество, 2011. — С. 14—25.
- Сурова Е. Э. Глобализация биографии и стигматы креативности // Третий Российский культурологический конгресс с международным участием «Креативность в пространстве традиции и инновации»: Тезисы докладов и сообщений. — СПб.: ЭЙДОС, 2010.
- Сурова Е. Э. Дружественность интерфейса // Международный журнал исследований культуры, 2010.
- Сурова Е. Э. Идентификационный принцип в культуре // Международный журнал исследований культуры, 2010.
- Сурова Е. Э. «Кластерные» сообщества — новая форма социокультурной организации // STUDIA CULTURAE. Выпуск 10. — СПб.: Санкт-Петербургское философское общество. 2010.
- Сурова Е. Э. «Идентификационные проблемы реальности новых технологий» // Культура глобального информационного общества: противоречия развития / Отв. ред. А. В. Костина: Сб. науч. статей. — М.: Изд-во Моск. гуманит. ун-та, 2010.
- Сурова Е. Э. Ритуальная повседневность и идентичность // Парадигма: Фил.-культ. альманах. Вып. 10. СПб., 2008. — С. 131—141.
- Сурова Е. Э. Идентичность, идентификация и идентификационные модели // Вестник Санкт-Петербургского университета. Серия 6. Вып. 3, сентябрь 2008. — СПб.: Издательство Санкт-Петербургского университета, 2008. — С. 56-67.
- Сурова Е. Э. Трансформация европейской модели идентичности в процессе глобализации // Studia culturae. Вып. 9. Альманах Центра изучения культуры факультета философии и политологии СПбГУ. — СПб., 2006.
- Сурова Е. Э. К вопросу о границах и принципах современного социокультурного сообщества // Материалы конференции, ноябрь 2006. МосГУ, Москва, 2006. — С. 156—185.
- Сурова Е. Э. К вопросу о региональной самоидентификации // Вестник Санкт-Петербургского государственного университета. — 2005. — № 1.
- Сурова Е. Э. Границы и Порядки идентичности // После империи: исследования восточноевропейского Пограничья: Сб.статей / Под ред. И. Бобкова, С. Наумовой, П. Терешковича. — Вильнюс: EHU-international, 2005, 240 с. — С. 26-36.
- Сурова Е. Э. Идентифицирующая позиция удовольствия // Феномен удовольствия в культуре. Материалы международного форума 6-9 апреля 2004 г. — СПб.: Центр Изучения Культуры, 2004. — С. 313—319.
- Сурова Е. Э. Самоидентификация человека в культуре // Vita Cogitans. — № 1. — 2002. — СПб.: Санкт-Петербургское философское общество, 2002. 240 с. — С. 98-102.
- Сурова Е. Э., Вальденфельс Б. «Жало Чуждого» (Фрагмент) Перевод, предисловие и послесловие // Метафизические исследования. Сознание. — СПб, 1998. — № 5. — С. 161—184
- Сурова Е. Э., Васильева М. А. ВЛИЯНИЕ ИНТЕРНЕТ СРЕДЫ НА РЕПРЕЗЕНТАЦИОННЫЕ И ИДЕНТИФИКАЦИОННЫЕ СТРАТЕГИИ — Международный научно-исследовательский журнал. 2017. № 3-1 (57). С. 97-99.
- Сурова Е. Э., Трофимов В. Ю. НАУКОМЕТРИЯ: ИНДЕКС НЕКОММУНИКАЦИИ — Ученый совет. 2017. № 2. С. 66-75.
- Сурова Е. Э., Васильева М. А. HANDMADE ИДЕНТИЧНОСТЬ: СТРАТЕГИИ РЕПРЕЗЕНТАЦИИ — Культура культуры. 2017. № 2 (14). С. 2.
- Сурова Е. Э., Васильева М. А. РЕПРЕЗЕНТАЦИЯ В НАУКЕ: ОБРАЗЫ «НОВОГО СРЕДНЕВЕКОВЬЯ» — Международный научно-исследовательский журнал. 2016. № 12-2 (54). С. 167—170.
- Surova E.E., Vasilyeva M. «HANDMADE» OR MODERN CRAFT AS A HOBBY PRACTICE IN RUSSIA — Wissenschaftszeitschrift. 2016. Т. 2. № 5. С. 1-5.
- Сурова Е. Э., Васильева М. А. РЕПРЕЗЕНТАЦИЯ НЕСЕРИЙНОГО В ПРАКТИКЕ HANDMADE — Вестник Санкт-Петербургского университета. Серия 17. Философия. Конфликтология. Культурология. Религиоведение. 2016. № 2. С. 118—125.
- Сурова Е. Э. РЕПРЕЗЕНТАТИВНАЯ АКТИВНОСТЬ И СЕТЕВОЙ ИНДИВИДУАЛИЗМ // Социокультурные факторы национальной безопасности России сборник научных трудов. Москва, 2015. С. 289—298.
- Сурова Е. Э., Васильева М. А. ЯВЛЕНИЕ HANDMADE: ДОСУГОВЫЙ ПРОЕКТ В СОВРЕМЕННОЙ КУЛЬТУРЕ — Обсерватория культуры. 2015. № 6. С. 14-21.
- Сурова Е. Э., Бутонова Н. В. ДОСУГОВЫЕ ПРАКТИКИ В ПРОСТРАНСТВЕ ПОВСЕДНЕВНОСТИ — Вестник Санкт-Петербургского университета. Серия 6. Философия. Культурология. Политология. Право. Международные отношения. 2014. № 2. С. 53.
- Сурова Е. Э. ПЕРСПЕКТИВА: ДИCКУРС КРЕАТИВНОСТИ — Studia Culturae. 2014. № 20. С. 95-102.
- Сурова Е. Э. ОБРАЗНО ПРЕДСТАВИМЫЙ АБСУРД — Studia Culturae. 2014. № 22. С. 187—201.